# 12286 Poiseuille
12286 Poiseuille è un asteroide della fascia principale. Scoperto nel 1991, presenta un'orbita caratterizzata da un semiasse maggiore pari a 2,2388621 UA e da un'eccentricità di 0,0654036, inclinata di 2,07887° rispetto all'eclittica.
È intitolato a Jean Léonard Marie Poiseuille, medico e fisico francese.